# Оборона Сурхахи (1919)
В 1919 году армия Генерала Деникина подошла к деревне Сурхахи (инг. Суркхот) и подвергла её мощному артиллерийскому обстрелу, жители деревни ожесточенно сопротивлялись. После двухдневного сражения выжившие жители покинули деревню и отправились в горы.
В это время Мандре остался в деревне, вооруженный винтовкой, пистолетом и биноклем. С Мандре в деревне (несмотря на его убеждения покинуть деревню вместе с отступающими) осталась его мать.

## История
Мандре родился в 1865 году в Сурхахи, в Терекской области, и был этническим ингушом. Он стал снайпером не из-за своих мотивов, а из-за обстоятельств своей жизни.
В царской России началась революция, противостояние между 
красными и белыми, огонь революции вспыхнул по всей империи, и регионы Северного Кавказа не стали исключением.
В 1919 году армия генерала Деникина подвергла Ингушское село Сурхахи (инг. Суркхот) мощному артиллерийскому обстрелу. В селе не остается ни одно уцелевшего дома. Силы оказались на стороне превосходящих и хорошо вооруженных врагов.
В ходе двух дней ожесточенных боев Ингуши экажевцы и сурхохинцы покинули село и ушли в горы. Оставшийся в селе Мандре Нальгиев, вооруженный винтовкой, пистолетом и биноклем, пытается защитить свою мать.Чувствуя, что в поселение появился меткий снайпер белая армия в спешке покидает село и начинают осаду.
После этого село подвергается мощному артиллерийскому обстрелу - и все это лишь для того, чтобы уничтожить одного снайпера. В ходе этого обстрела погибает мать Мандре. После артналета, белогвардейцы предпринимают попытки проникнуть в село, но Мандре метким огнем отбивает атаку. Он превращает село в одну снайперскую точку и стойко выдерживает артиллерийские обстрелы, авиационный налет, многочисленные штурмы  и даже уничтожает специальную разведгруппу. И таким образом в течение 9 дней ожесточенных боев один снайпер сдерживает целую армию.
За это время снайперским огнем он уничтожает 187 офицеров и солдат русской армии. Так и не подавив сопротивления, белогвардейцы покидают село.